# Danh sách đảo theo tên (T)
Danh sách dưới đây liệt kê các đảo bắt đầu bằng ký tự T.
Đây là một danh sách chưa hoàn tất, và có thể sẽ không bao giờ thỏa mãn yêu cầu hoàn tất. Bạn có thể đóng góp bằng cách mở rộng nó bằng các thông tin đáng tin cậy.
A - B - C - D - Đ - E - F - G - H - I - J - K - L - M - N - O - P - Q - R - S - T - U - V - W - X - Y - Z

## T
| Tên đảo                    | Quần đảo / Nhóm đảo                                                      | Quốc gia                                                                                               |
| -------------------------- | ------------------------------------------------------------------------ | --- |
| Tabuaeran                  | Line Islands                                                             | Kiribati                                                                                               |
| Tafahoi                    | Niua group                                                               | Tonga                                                                                                  |
| Tahaa                      | Windward Islands, Society Islands, Polynésie thuộc Pháp                  | Lãnh thổ hải ngoại của Pháp                                                                            |
| Tahanea                    | Tuamotus, Polynésie thuộc Pháp                                           | Pháp                                                                                                   |
| Tahifehifa                 | Vava'u group                                                             | Tonga                                                                                                  |
| Tahiti                     | Windward Islands, Polynésie thuộc Pháp                                   | Lãnh thổ hải ngoại của Pháp                                                                            |
| Tai A Chau                 | Soko Islands, Hồng Kông                                                  | Trung Quốc                                                                                             |
| Tairajima                  | Tokara Islands part of the Satsunan Islands part of the Ryukyu Islands   | Nhật Bản                                                                                               |
| Taisho-jima                | Quần đảo Senkaku                                                         | Administered by · Nhật Bản, · Claimed by: · Trung Quốc and · Trung Hoa Dân Quốc                        |
| Đài Loan                   |                                                                          | Trung Hoa Dân Quốc                                                                                     |
| Takarajima                 | Tokara Islands part of the Satsunan Islands part of the Ryukyu Islands   | Nhật Bản                                                                                               |
| Takapoto                   | King George Islands, Tuamotus, Polynésie thuộc Pháp                      | Pháp                                                                                                   |
| Takaroa                    | King George Islands, Tuamotus, Polynésie thuộc Pháp                      | Pháp                                                                                                   |
| Taketomi                   | Yaeyama Islands part of the Sakishima Islands part of the Ryukyu Islands | Nhật Bản                                                                                               |
| Takutea                    | Quần đảo Cook                                                            | Quần đảo Cook                                                                                          |
| Takuu                      | Papua New Guinea, Melanesia                                              | Papua New Guinea                                                                                       |
| Talakite                   | Tongatapu group                                                          | Tonga                                                                                                  |
| Talaud                     |                                                                          | Indonesia                                                                                              |
| Tana Qirqos                | Lake Tana                                                                | Ethiopia                                                                                               |
| Tanegashima                | Osumi Islands part of the Satsunan Islands part of the Ryukyu Islands    | Nhật Bản                                                                                               |
| Tanna                      | Thái Bình Dương                                                          | Vanuatu                                                                                                |
| Tanvat Island              | Georgian Bay Ontario                                                     | Canada                                                                                                 |
| Taohua                     | Chu San                                                                  | Trung Quốc                                                                                             |
| Tap Mun                    | Hồng Kông                                                                | Trung Quốc                                                                                             |
| Tarama                     | Miyako Islands part of the Sakishima Islands part of the Ryukyu Islands  | Nhật Bản                                                                                               |
| Tarout                     | Vịnh Ba Tư                                                               | Saudi Arabia                                                                                           |
| Tåsinge                    | Islands south of Funen                                                   | Đan Mạch                                                                                               |
| Tasmania                   |                                                                          | Úc |
| Tau                        | Tongatapu group                                                          | Tonga                                                                                                  |
| Tau                        | 'Otu Mu'omu'a group of the Ha'apai group                                 | Tonga                                                                                                  |
| Taula                      | Vava'u group                                                             | Tonga                                                                                                  |
| Taunga                     | Vava'u group                                                             | Tonga                                                                                                  |
| Tautra                     | Trondheimsfjord                                                          | Na Uy                                                                                                  |
| Tavira                     | Algarve islands                                                          | Bồ Đào Nha                                                                                             |
| Tavolara                   | Sardegna                                                                 | Ý |
| Tawhiti Rahi               | Poor Knights Islands                                                     | New Zealand                                                                                            |
| Tearaght                   | Blasket Islands                                                          | Ireland                                                                                                |
| Teaupa                     | Lulunga archipelago of the Ha'apai group                                 | Tonga                                                                                                  |
| Tegua                      | Torres Islands                                                           | Vanuatu                                                                                                |
| Tele-ki-Vava'u             | 'Otu Mu'omu'a group of the Ha'apai group                                 | Tonga                                                                                                  |
| Tele-ki-Tonga              | 'Otu Mu'omu'a group of the Ha'apai group                                 | Tonga                                                                                                  |
| Telendos                   | Dodecanese                                                               | Hy Lạp                                                                                                 |
| Tematangi                  | Tuamotus, Polynésie thuộc Pháp                                           | Pháp                                                                                                   |
| Tenararo                   | Acteon Group, Tuamotus, Polynésie thuộc Pháp                             | Pháp                                                                                                   |
| Tenarunga                  | Acteon Group, Tuamotus, Polynésie thuộc Pháp                             | Pháp                                                                                                   |
| Tenerife                   | Canary Islands                                                           | Tây Ban Nha                                                                                            |
| Tepoto                     | Disappointment Islands, Tuamotus, Polynésie thuộc Pháp                   | Pháp                                                                                                   |
| Tepoto                     | Raeffsky Islands, Tuamotus, Polynésie thuộc Pháp                         | Pháp                                                                                                   |
| Teraina                    | Line Islands                                                             | Kiribati                                                                                               |
| Terceira                   | Azores                                                                   | Bồ Đào Nha                                                                                             |
| Terre-de-Bas               | Guadeloupe, Tiểu Antilles                                                | Pháp                                                                                                   |
| Terre-de-Haut              | Guadeloupe, Tiểu Antilles                                                | Pháp                                                                                                   |
| Terschelling               | West Frisian Islands, Friesland                                          | Hà Lan                                                                                                 |
| Testáda                    | Beira Litoral Islands                                                    | Bồ Đào Nha                                                                                             |
| Tetiaroa                   | Windward Islands, Polynésie thuộc Pháp                                   | Lãnh thổ hải ngoại của Pháp                                                                            |
| Texada                     | Quần đảo Gulf, British Columbia                                          | Canada                                                                                                 |
| Texel                      | West Frisian Islands, North Holland                                      | Hà Lan                                                                                                 |
| Thanet                     | Quần đảo Anh                                                             | Vương quốc Anh                                                                                         |
| Thassos                    | Aegean Sea                                                               | Hy Lạp                                                                                                 |
| The Lake Isle of Innisfree | Lough Gill                                                               | Ireland                                                                                                |
| Thetis                     | Quần đảo Gulf, British Columbia                                          | Canada                                                                                                 |
| Thibault                   | Lake Huron, Ontario                                                      | Canada                                                                                                 |
| Thief Neck                 | Watts Bar Lake, Tennessee                                                | Hoa Kỳ                                                                                                 |
| Thirasia                   | Cyclades                                                                 | Hy Lạp                                                                                                 |
| Thirty Thousand            | Georgian Bay, Ontario                                                    | Canada                                                                                                 |
| Thitu                      | Quần đảo Trường Sa                                                       | Tranh chấp giữa: · Trung Quốc, · Trung Hoa Dân Quốc, · Việt Nam, · Brunei, · Philippines và · Malaysia |
| Thompson's                 | Allegheny River, Pennsylvania                                            | Hoa Kỳ                                                                                                 |
| Tholen                     | Zeeland                                                                  | Hà Lan                                                                                                 |
| Thousand                   | Saint Lawrence River, Split between: · New York and Ontario              | Split between: Hoa Kỳ · and Canada                                                                     |
| Thousand                   |                                                                          | Indonesia                                                                                              |
| Three Mile                 | Pennsylvania                                                             | Hoa Kỳ                                                                                                 |
| Thurø                      | Islands south of Funen                                                   | Đan Mạch                                                                                               |
| Thymaina                   |                                                                          | Hy Lạp                                                                                                 |
| Tiburón                    | Sonora                                                                   | México                                                                                                 |
| Tiengemeten                | South Holland                                                            | Hà Lan                                                                                                 |
| Tiger                      | Louisiana                                                                | Hoa Kỳ                                                                                                 |
| Tikehau                    | Tuamotus, Polynésie thuộc Pháp                                           | Pháp                                                                                                   |
| Tikei                      | King George Islands, Tuamotus, Polynésie thuộc Pháp                      | Pháp                                                                                                   |
| Tikopia                    | Santa Cruz Islands                                                       | Quần đảo Solomon                                                                                       |
| Tilos                      | Dodecanese                                                               | Hy Lạp                                                                                                 |
| Timbalier                  | Timbalier Bay, Louisiana                                                 | Hoa Kỳ                                                                                                 |
| Timor                      | Malay Archipelago                                                        | Split Between East Timor and Indonesia                                                                 |
| Tinhosa Grande             | Vịnh Guinea                                                              | São Tomé and Príncipe                                                                                  |
| Tinhosa Pequena            | Vịnh Guinea                                                              | São Tomé and Príncipe                                                                                  |
| Tini Heke                  | The Snares                                                               | New Zealand                                                                                            |
| Tinos                      | Cyclades                                                                 | Hy Lạp                                                                                                 |
| Tiree                      | Inner Hebrides                                                           | Scotland                                                                                               |
| Tiritiri Matangi           | Hauraki Gulf                                                             | New Zealand                                                                                            |
| Titi                       | Muttonbird Islands                                                       | New Zealand                                                                                            |
| Tjeldøya                   | Vesterålen, Nordland                                                     | Na Uy                                                                                                  |
| Tjörn                      | Bohuslän                                                                 | Thụy Điển                                                                                              |
| Toau                       | Palliser Islands, Tuamotus, Polynésie thuộc Pháp                         | Pháp                                                                                                   |
| Tofua                      | Lifuka group of the Ha'apai group                                        | Tonga                                                                                                  |
| Toga                       | Torres Islands                                                           | Vanuatu                                                                                                |
| Togo                       | Sông Mississippi, Louisiana                                              | Hoa Kỳ                                                                                                 |
| Tokashikijima              | Kerama Islands part of the Okinawa Islands part of the Ryukyu Islands    | Nhật Bản                                                                                               |
| Tokelau                    |                                                                          | New Zealand                                                                                            |
| Toketoke                   | Tongatapu group                                                          | Tonga                                                                                                  |
| Toku                       | Vava'u group                                                             | Tonga                                                                                                  |
| Tokulu                     | Lulunga archipelago of the Ha'apai group                                 | Tonga                                                                                                  |
| Tokunoshima                | Amami Islands part of the Satsunan Islands part of the Ryukyu Islands    | Nhật Bản                                                                                               |
| Tomek Island 2             | Platte River, Nebraska                                                   | Hoa Kỳ                                                                                                 |
| Tonches                    | Georgian Bay, Ontario                                                    | Canada                                                                                                 |
| Tong                       | Admiralty Islands                                                        | Papua New Guinea                                                                                       |
| Tongareva                  | Quần đảo Cook                                                            | Quần đảo Cook                                                                                          |
| Tongariki                  | Shepherd Islands                                                         | Vanuatu                                                                                                |
| Tongatapu                  | Tongatapu group                                                          | Tonga                                                                                                  |
| Tongoa                     | Shepherd Islands                                                         | Vanuatu                                                                                                |
| Tonregee Island            | Upper Lough Erne                                                         | Ireland                                                                                                |
| Tonumea                    | 'Otu Mu'omu'a group of the Ha'apai group                                 | Tonga                                                                                                  |
| Toothaker                  | Mooselookmeguntic Lake, Maine                                            | Hoa Kỳ                                                                                                 |
| Torcello                   | Venetian Lagoon                                                          | Ý |
| Toronto                    | Lake Ontario, Ontario                                                    | Canada                                                                                                 |
| Torsö                      | Lake Vänern                                                              | Thụy Điển                                                                                              |
| Tortuga                    |                                                                          | Haiti                                                                                                  |
| Tory                       |                                                                          | Ireland                                                                                                |
| Toshima                    | Izu Islands                                                              | Nhật Bản                                                                                               |
| Tosterön-Aspön             |                                                                          | Thụy Điển                                                                                              |
| Totokafonua                | Vava'u group                                                             | Tonga                                                                                                  |
| Totokamaka                 | Vava'u group                                                             | Tonga                                                                                                  |
| Townhead                   | Ohio River, Kentucky                                                     | Hoa Kỳ                                                                                                 |
| Traanish                   | Upper Lough Erne                                                         | Ireland                                                                                                |
| Tranqueira                 | Beira Litoral islands                                                    | Bồ Đào Nha                                                                                             |
| Trasna Island              | Lower Lough Erne                                                         | Ireland                                                                                                |
| Treasure                   | Ussuri River                                                             | Trung Quốc                                                                                             |
| Treasure                   | San Francisco Bay, California                                            | Hoa Kỳ                                                                                                 |
| Treasure                   | Lake McKellar, Tennessee                                                 | Hoa Kỳ                                                                                                 |
| Treasure                   | Puget Sound, Washington                                                  | Hoa Kỳ                                                                                                 |
| Treat                      | Illinois River, Illinois                                                 | Hoa Kỳ                                                                                                 |
| Três Postes                | Beira Baixa islands                                                      | Bồ Đào Nha                                                                                             |
| Tresco                     | Isles of Scilly                                                          | Vương quốc Anh                                                                                         |
| Trinidad                   | Tiểu Antilles                                                            | Trinidad and Tobago                                                                                    |
| Tristan da Cunha           | Tristan da Cunha Archipelago                                             | British overseas territory of Saint Helena                                                             |
| Trodely Island             | Nunavut                                                                  | Canada                                                                                                 |
| Trzcinice                  | Oder Lagoon islands                                                      | Ba Lan                                                                                                 |
| Tsing Yi                   | Hồng Kông                                                                | Trung Quốc                                                                                             |
| Tsushima                   |                                                                          | Nhật Bản                                                                                               |
| Tue'ia                     | Vava'u group                                                             | Tonga                                                                                                  |
| Tufuka                     | Tongatapu group                                                          | Tonga                                                                                                  |
| Tulie                      | Vava'u group                                                             | Tonga                                                                                                  |
| Tullu Gudo                 | Lake Zway                                                                | Ethiopia                                                                                               |
| Tully                      | Sông Mississippi, Illinois                                               | Hoa Kỳ                                                                                                 |
| Tung Lung Chau             | Hồng Kông                                                                | Trung Quốc                                                                                             |
| Tungua                     | Lulunga archipelago of the Ha'apai group                                 | Tonga                                                                                                  |
| Tunica                     | Sông Mississippi, Louisiana                                              | Hoa Kỳ                                                                                                 |
| Tunø                       | Kattegat                                                                 | Đan Mạch                                                                                               |
| Tupai                      | Windward Islands, Society Islands, Polynésie thuộc Pháp                  | Lãnh thổ hải ngoại của Pháp                                                                            |
| Turbina                    | Beira Litoral Islands                                                    | Bồ Đào Nha                                                                                             |
| Tureia                     | Tuamotus, Polynésie thuộc Pháp                                           | Pháp                                                                                                   |
| Thổ Nhĩ Kỳ                 | Rock River, Illinois                                                     | Hoa Kỳ                                                                                                 |
| Turtle                     | Tawi-Tawi                                                                | Philippines                                                                                            |
| Tutu                       | Arno Atoll                                                               | Quần đảo Marshall                                                                                      |
| Tuvalu                     |                                                                          | Tuvalu                                                                                                 |
| Tu'ungasika                | Vava'u group                                                             | Tonga                                                                                                  |
| Twelevemile                | Mobile River, Alabama                                                    | Hoa Kỳ                                                                                                 |
| Twelve Mile                | Illinois River, Illinois                                                 | Hoa Kỳ                                                                                                 |
| Twelve Mile                | Ohio River, Kentucky                                                     | Hoa Kỳ                                                                                                 |
| Twelve Mile                | Allegheny River, Pennsylvania                                            | Hoa Kỳ                                                                                                 |
| Two Branch                 | Sông Mississippi, Missouri                                               | Hoa Kỳ                                                                                                 |
| Tysnes                     | Hordaland                                                                | Na Uy                                                                                                  |
| Tyson                      | Lake Huron, Ontario                                                      | Canada                                                                                                 |